# Zorka lamellata
Zorka lamellata är en insektsart som beskrevs av Thapa 1989. Zorka lamellata ingår i släktet Zorka och familjen dvärgstritar. Inga underarter finns listade i Catalogue of Life.